# Dark Matter (альбом IQ)
Dark Matter — дев'ятий студійний альбом англійської групи IQ, який був випущений 29 червня 2004 року.

## Композиції
1. Sacred Sound — 11:40
2. Red Dust Shadow — 5:53
3. You Never Will — 4:54
4. Born Brilliant — 5:20
5. Harvest of Souls — 24:29

## Учасники запису
- Пітер Нікколлс — вокал
- Майкл Голмс — гітара
- Мартін Орфорд — клавішні
- Джон Джовітт — бас-гітара
- Пол Кук — ударні